# Xylophanes continentalis
Xylophanes continentalis är en fjärilsart som beskrevs av Rothschild och Jordan 1903. Xylophanes continentalis ingår i släktet Xylophanes och familjen svärmare. Inga underarter finns listade i Catalogue of Life.